# Lepisiota capensis
Lepisiota capensis är en myrart som först beskrevs av Mayr 1862.  Lepisiota capensis ingår i släktet Lepisiota och familjen myror.

## Underarter
Arten delas in i följande underarter:
- L. c. acholli
- L. c. anceps
- L. c. capensis
- L. c. guineensis
- L. c. issore
- L. c. junodi
- L. c. laevis
- L. c. lunaris
- L. c. minuta
- L. c. simplex
- L. c. simplicoides
- L. c. specularis
- L. c. subopaciceps
- L. c. thoth
- L. c. validiuscula

## Bildgalleri

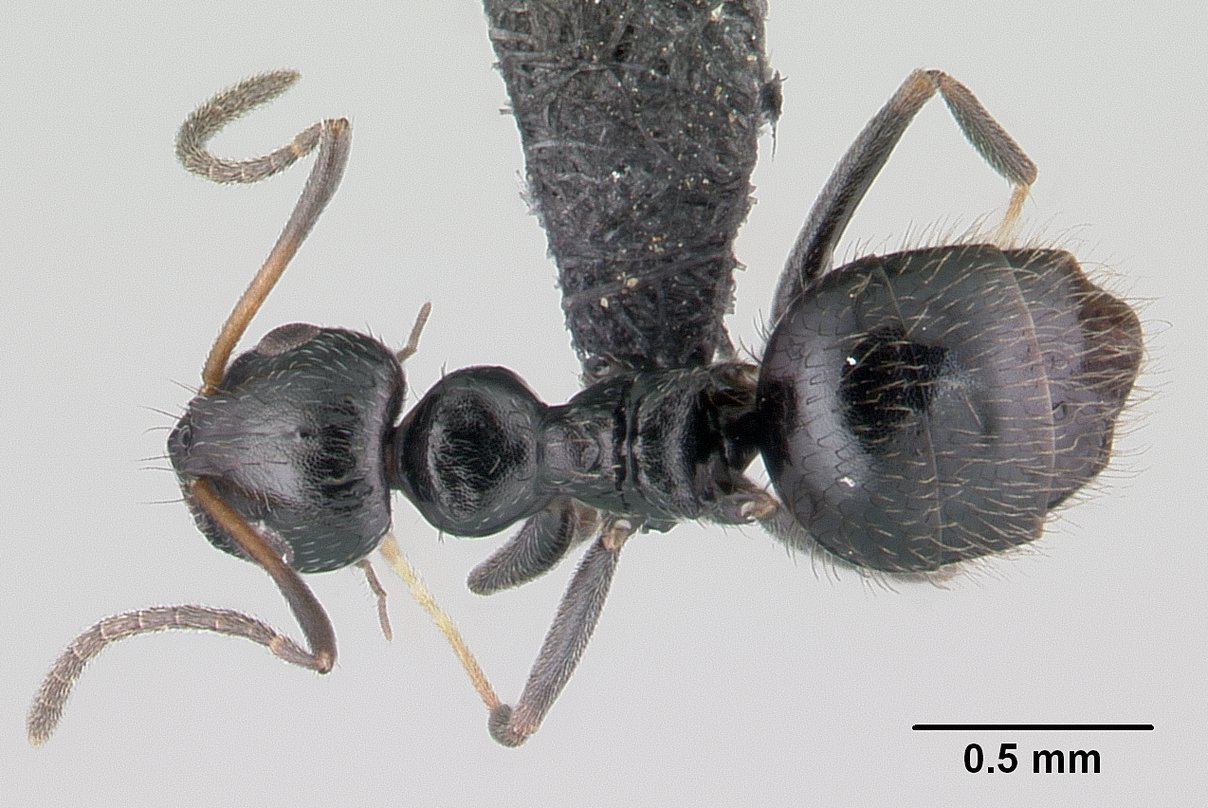
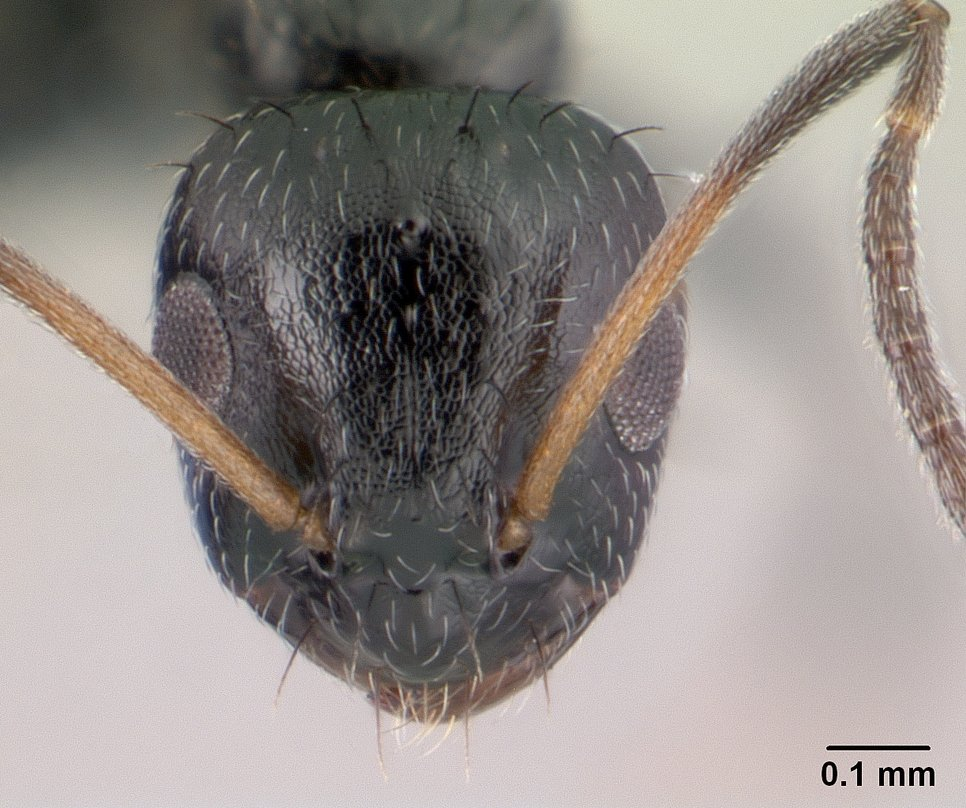
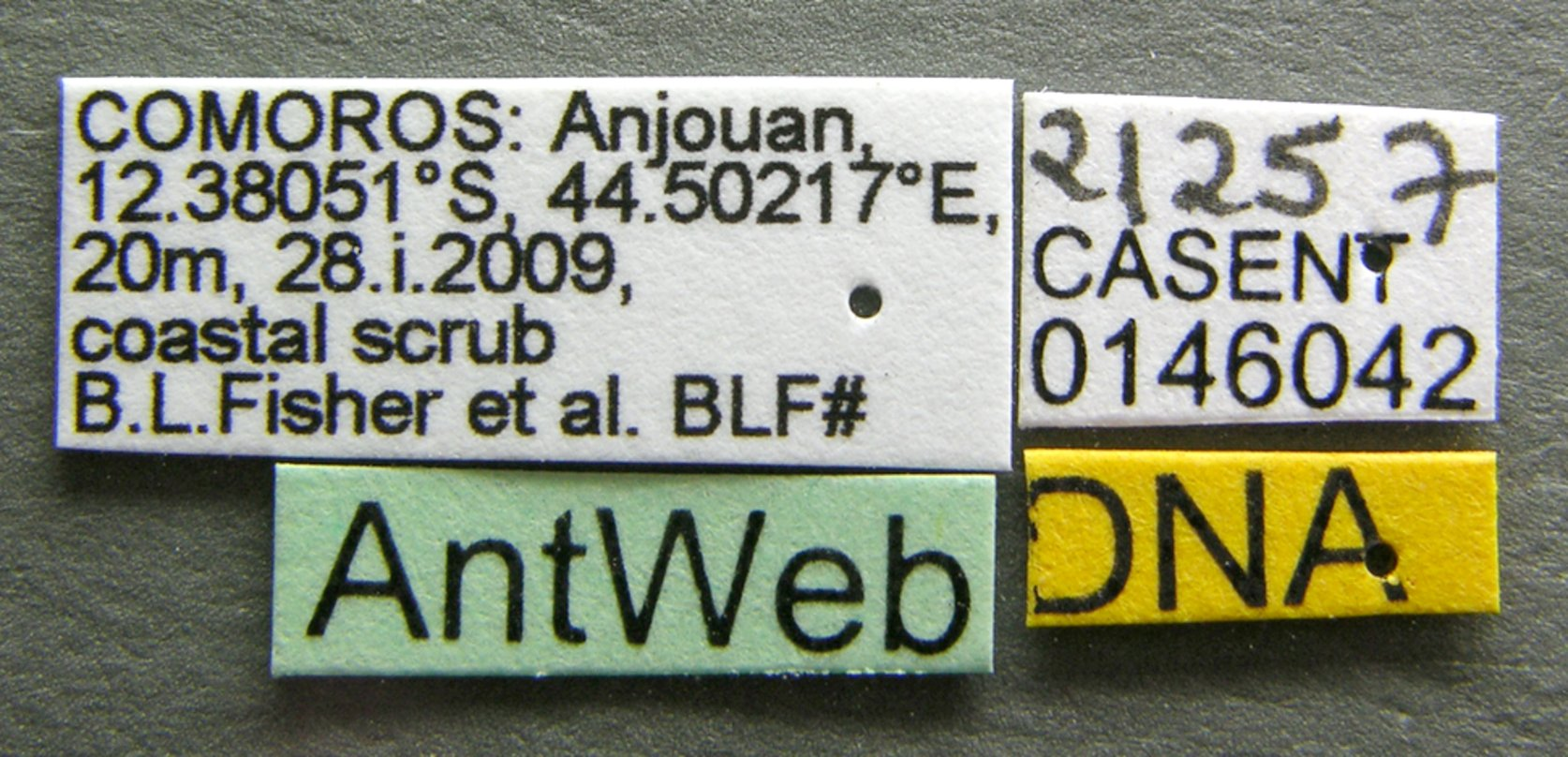
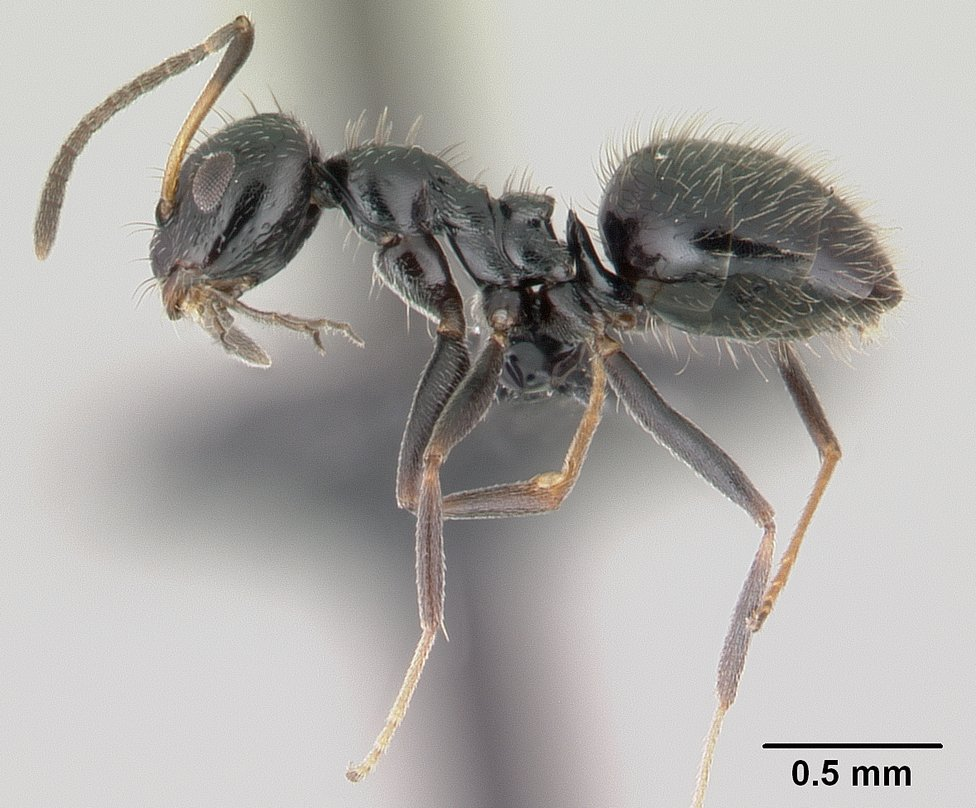